# Thomas Søndergård
Thomas Søndergård (Holstebro, 4 ottobre 1969) è un direttore d'orchestra danese, attualmente direttore principale della BBC National Orchestra of Wales e Direttore Ospite Principale della Royal Scottish National Orchestra.

## Biografia
Søndergård ha studiato percussioni e timpani alla Accademia reale danese di musica dal 1989 al 1992, dove tra i suoi insegnanti c'era Gert Mortensen. Dal 1989 al 1992 Søndergård è stato un timpanista della European Union Youth Orchestra. Entrò a far parte della Royal Danish Orchestra come timpanista nel 1992. Ha fatto parte del corpo docente dell'Accademia reale danese di musica dal 2001 al 2002.
Søndergård dedicò maggiore attenzione alla direzione orchestrale dai 27 anni. Tra i suoi mentori direttori c'erano Alexander Polianichko, Yves Abel e Graham Bond. Nel suo lavoro di interprete della musica contemporanea c'è stata la direzione della prima del 2005 del Processo di Kafka, di Poul Ruders, con la Royal Danish Opera, in spettacoli che furono registrati per la pubblicazione su disco. Søndergård è diventato direttore principale della Norwegian Radio Orchestra (KORK) nel 2009, e ha concluso il suo incarico dopo la stagione 2011-2012.
Søndergård diresse per la prima volta la BBC National Orchestra of Wales (BBC NOW) nel dicembre 2009, come sostituto di emergenza al posto di Thierry Fischer. Nel luglio 2011 fu nominato Søndergård 14° direttore principale della BBC NOW, a valere dalla stagione 2012-2013, con un contratto iniziale di 4 anni. Nel mese di febbraio 2016 la BBC ha ora annunciato l'ulteriore estensione del suo contratto come direttore principale fino "almeno al 2018". Nel mese di ottobre 2011 fu nominato il prossimo direttore ospite principale della Royal Scottish National Orchestra, a partire dalla stagione 2012-2013, con un contratto iniziale di 3 anni per 3 programmi all'anno.

## Registrazioni
Søndergård ha diretto registrazioni commerciali per l'etichetta DaCapo, con musiche di Bent Lorentzen, Per Nørgård, e Poul Ruders, e anche per l'etichetta Linn.